# Tanjung Binga
Tanjung Binga is een bestuurslaag in het regentschap Belitung van de provincie Bangka-Belitung, Indonesië. Tanjung Binga telt 5454 inwoners (volkstelling 2010).